# Vorombe titan
Vorombe titan (лат.) — вымерший вид крупных нелетающих бескилевых птиц из семейства эпиорнисовых, эндемичного для Мадагаскара. Выделяется в монотипный род Vorombe. Самая крупная известная науке птица из когда-либо живших на планете, пример островного гигантизма.

## Систематика
Вид Vorombe titan был впервые описан Чарльзом Уильямом Эндрюсом как Aepyornis titan в 1894 году, хотя позже он был синонимизирован с типовым видом рода Aepyornis, A. maximus, американским палеонтологом Пирсом Бродкорбом в 1963 году. В 2018 году Джеймс Хансфорд и Сэмюэл Терви, два исследователя из Лондонского зоологического общества, на основании генетических и морфологических данных обнаружили, что он достаточно отличается от Aepyornis, и отнесли этот вид к новому роду Vorombe. Они также признали Aepyornis ingens синонимом Vorombe titan. Исследование Хансфорда и Терви является первой таксономической переоценкой эпиорнисовых птиц за последние 50 лет.
Название рода Vorombe происходит от малагасийского слова vorombe, означающего «большая птица», а видовое название titan происходит от древнегреческого слова Τιτάν (Титан), которое относится к греческим богам титанам, предшествовавшим двенадцати олимпийским богам.

## Остатки
Синтипическая серия Vorombe titan включает бедренную кость (NHMUK A439) и тибиотарзус (NHMUK A437), найденные в Итамполо (Itampulu Vé) на Мадагаскаре, причем бедренная кость изначально была лектотипом Aepyornis ingens.
Бедренная кость Vorombe значительно больше, чем у Aepyornis и Mullerornis по всем измерениям. Примечательные особенности включают увеличенные проксимальный и дистальный концы, более острую кривизну медио-дистального края головки бедренной кости (caput femoris), наличие выраженного латерального надмыщелкового гребня, медиальный мыщелок (condylus medialis) расширенный медиально и более плоский, чем у Aepyornis. Большеберцовая кость чрезвычайно велика по сравнению с Aepyornis и Mullerornis. Проксимальный и дистальный концы расширены, особенно медиолатерально. Он имеет более выраженный сужающийся переход в стержень, который уже по отношению к общей длине по сравнению с Aepyornis.

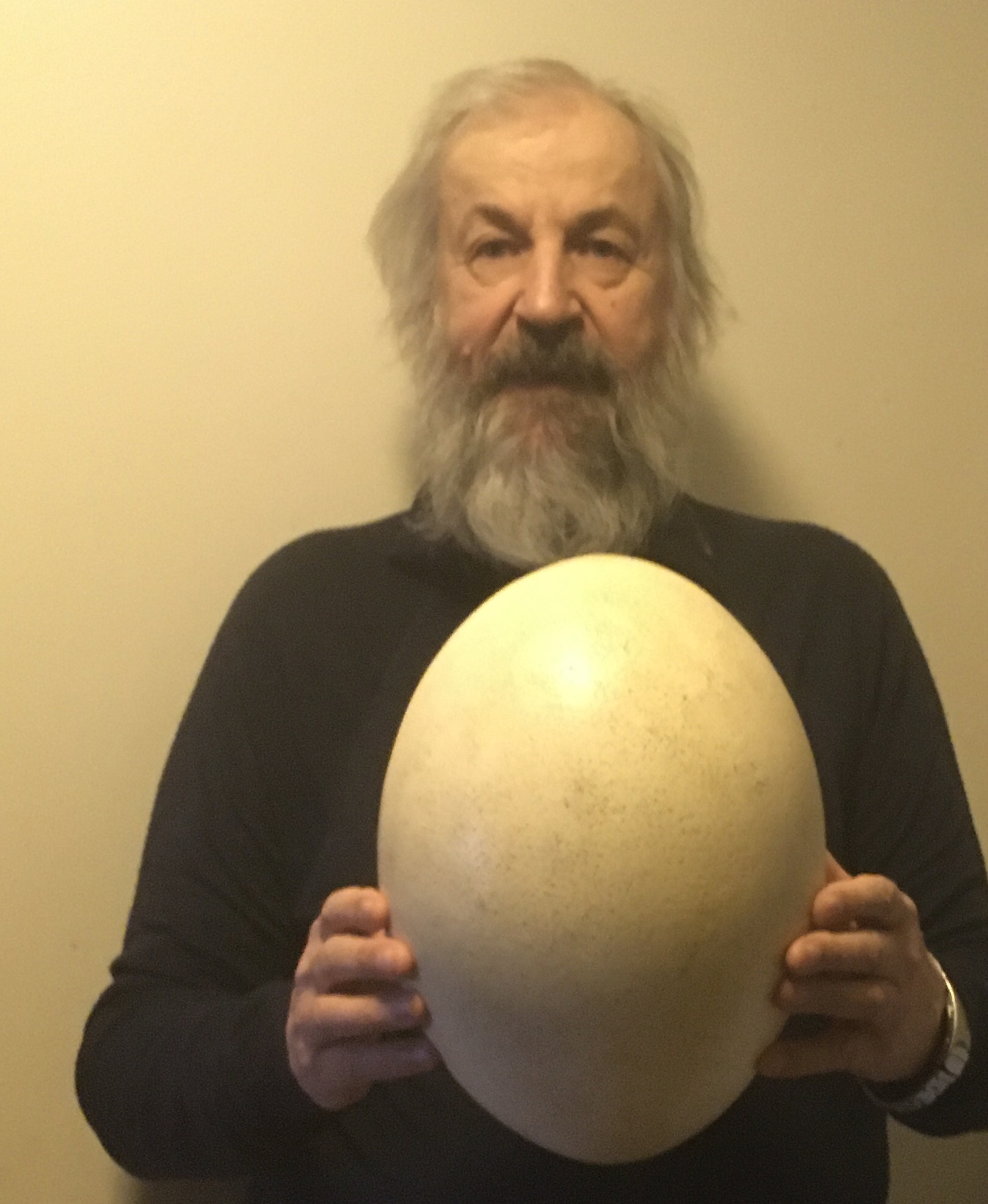
Яйцо птицы Vorombe titan

Цевка значительно крупнее и более расширена медиолатерально, чем у других родов эпиорнисовых, в основном на проксимальном и дистальном концах. Латеральная часть проксимальной суставной поверхности выступает проксимально к медиальной части, создавая сильно изогнутую проксимальную суставную поверхность, аналогичную таковой у Aepyornis hildebrandti. Цевка больше, чем Mullerornis во всех измерениях, и больше, чем Aepyornis в большинстве измерений.
Образцы двух ископаемых бедренных костей, отнесенных к Vorombe titan (образцы MNHN MAD 364 и NHMUK A2142), были отправлены на ускорительную масс-спектрометрию для датирования по углероду-14 в Оксфордский радиоуглеродный ускоритель. Результат показал, что оба образца датируются голоценом и имеют возраст, соответственно, 3680 — 3478 и 2699—2352 лет до настоящего времени.

## Размер
По оценкам учёных, птицы рода Vorombe были ростом 3 м и весили от 536 до 732 кг, в среднем 642,9 кг. Это больше, чем оценочные массы других вымерших гигантских птиц четвертичного периода, таких как моа Dinornis (от 61 до 275 кг) из Новой Зеландии и Dromornis stirtoni (от 316,6 до 727,8 кг) из Австралии, что делает их крупнейшими известными птицами. Самая большая бедренная кость (MNHN MAD 368), измеренная Hansford и Turvey, не могла быть формально отнесена к кластеру (группе), поскольку она была неполной. Считается, что образец принадлежит Vorombe на основании его размера. У него была наименьшая окружность стержня 30,8 см, давая оценочную массу 860 кг, что делает его самой крупной из когда-либо зарегистрированных особей птиц. Это сопоставимо или превышает оценки массы самых маленьких (островных карликов) динозавров зауроподов: европазавра — 690 кг и магиарозавра от 700 до 1000 кг.

## Экология
Vorombe titan, Aepyornis maximus и Mullerornis modestus были обнаружены на большей части территории Мадагаскара и были симпатрическими в засушливых колючих лесах на юге, в суккулентных лесах на юго-западе и в мозаике пастбищ и субгумидных лесов на Высоком плато. Значительные различия в размерах между тремя таксонами указывают на то, что они использовали разные пищевые ниши и взаимоотношения с растениями. Эпиорнисовые птицы делили экосистемы четвертичного периода Мадагаскара с мадагаскарскими карликовыми бегемотами, гигантскими лемурами и гигантскими черепахами.